# Хайнрих VII (Валдек)
Вижте пояснителната страница за други личности с името Хайнрих VII.
Хайнрих VII (на немски: Heinrich VII von Waldeck, † сл. 1442 или 1444 г.) от Дом Валдек е от 1397 г. до смъртта си граф на Валдек и оберамтман на Майнц в Хесен.

## Биография
Той е вторият син на граф Хайнрих VI фон Валдек (1340 – 1397) и Елизабет фон Берг (ок. 1346 – сл. 1388), дъщеря на граф Герхард фон Берг и Маргарета от Равенсберг.
След смъртта на баща му през 1397 г. той и брат му Адолф III (1362 – 1431) си поделят Графство Валдек. Хайнрих получава замък Валдек, а брат му Ландау. Той има големи конфликти с брат си Адолф до 1421 г.
На 16 ноември 1399 г. Хайнрих става оберамтман на Майнц и фогт на области. Към Петдесетница 1400 г. той тръгва с голяма войска към Касел и подпалва няколко села наоколо. На 5 юни 1400 г. при село Клайненглис близо до Фритцлар Хайнрих VII напада и убива, заедно с неговите другари Фридрих фон Хертингсхаузен и Конрад фон Фалкенберг, преложения за крал Фридрих I, княз на Брауншвайг-Волфенбютел. Крал Рупрехт задължава убийците на 3 февруари 1402 г. като опрощение да подарят един олтар в катедралата „Св. Петър“ във Фритцлар с непрекъсната литургия за душата на Фридрих I.
През 1420 г. Хайнрих сключва доживотен съюз с ландграф Лудвиг I. През 1424 г. заедно със синът си Фолрад I залага на Лудвиг половината от графството си доживотно за 22 000 гулдена.

## Фамилия
Първи брак: с Маргарета фон Насау (* ок. 1370), дъщеря на граф Йохан I фон Насау-Диленбург (1339 – 1416). Те нямат деца.
Втори брак: през 1398 г. с Маргарета фон Насау-Висбаден-Идщайн (1380 – 1432), дъщеря на граф Валрам IV фон Насау-Висбаден-Идщайн (1354 – 1393). Тя е племенница на архиепископа на Майнц Йохан II. С нея той има един син и две дъщери:
- Фолрад I (1399 – 1475), граф на Валдек, женен от март 1440 г. за Барбара фон Вертхайм
- Елизабет, омъжена за граф Йохан II фон Цигенхайн († 1450), син на граф Готфрид VIII фон Цигенхайн († 1394) и Агнес фон Брауншвайг-Гьотинген († 1416)
- Маргарета